# Utraula (ciutat)
Utraula és una ciutat i municipi al districte de Balrampur a Uttar Pradesh a 45 km de la frontera amb Nepal a 27° 19′ N, 82° 25′ E / 27.32°N,82.42°E. Consta al cens del 2001 amb una població de 27.491 habitants. El 1881 tenia 5.825 habitants.
Fou fundada per un rajput la nissaga del qual la va perdre al segle xvi davant un cap militar afganès de nom Ali Khan que va derrotar el rajput després de dos anys de setge. Fins al 1953 fou la capital del principat de Utraula.